# Реакція Віттіга
Реа́кція Ві́ттіга або Олефінува́ння Ві́ттіга — хімічна реакція, при якій у результаті взаємодії альдегіду або кетону з трифенілфосфонієвим ілідом утворюється алкен і трифенілфосфаноксид.
Реакція Віттіга була відкрита у 1954 році Георгом Віттігом, за що він отримав у 1979 році Нобелівську премію з хімії. Ця реакція широко використовується в органічному синтезі для отримання молекул з подвійним С-С зв'язком. Ця реакція була першою реакцією олефінування, в якій розрив зв'язку C-H був замінений на разрив слабкішого зв'язку C-M, а формування зв'язку  H-LG - на формування сильнішого M-LG зв'язку. Див. огляд реакцій олефінування.  
Реакцію Віттіга найчастіше використовують для поєднання карбонільних сполук з фосфонієвими ілідами. У випадку реакції з простими ілідами утворюється лише Z-алкен. Для отримання E-алкену використовують модифікацію Шлоссера.

## Механізм реакції
Об'ємні замісники іліду 1 впливають на стереохімічний результат нуклеофільного приєднання, у результаті якого утворюється бетаїн 3. Варто відмітити, що в молекулі бетаїну 3 замісники R1 та R2 як і PPh3+ and O- знаходяться в положенні анти (тобто транс-діаксіальному положенні) один до одного.
Обертання Карбон-Карбонового зв'язку призводить до утворення бетаїну 4, який потім перетворюється на оксафосфетан 5, що, в свою чергу, у результаті реакції елімінування перетворюється на Z-алкен 7 та оксид трифенілфосфіну 6. З простими реагентами Віттіга (ілідами) перший етап проходить досить легко і з кетонами, і з альдегідами, тому саме розкладання бетаїну (з утворенням 5) визначає загальну швидкість реакції. Однак при використанні стабілізованих ілідів (де R1 стабілізує негативний заряд на Карбоні) перший крок є найповільнішим і загальна швидкість реакції утворення алкенів зменшується і більша частина продукту буде E-алкен. Це також пояснює чому стабілізовані іліди погано реагують з стерично заміщеними кетонами.